# Coupe Spengler 1987
Navigation
Édition précédente Édition suivante
La Coupe Spengler 1987 est la 61e édition de la Coupe Spengler. Elle se déroule en décembre 1987 à Davos, en Suisse.

## Règlement du tournoi
Les équipes sont regroupés au sein d'un seul groupe. Les équipes jouent un match contre chacune des autres équipes. Le premier de la poule est déclaré vainqueur de la Coupe Spengler.

## Résultats des matchs et classement
| Clt   | Équipe                | PJ | V | D | N | BP | BC | Pts |
| ----- | --------------------- | -- | - | - | - | -- | -- | --- |
| +001, | Krylia Sovetov Moscou | 4  | 4 | 0 | 0 | 21 | 10 | 8   |
| +002, | Canada                | 4  | 3 | 1 | 0 | 12 | 12 | 6   |
| +003, | HC Davos              | 4  | 1 | 3 | 0 | 14 | 20 | 2   |
| +004, | Färjestad BK          | 4  | 1 | 3 | 0 | 11 | 13 | 2   |
| +005, | Tesla Pardubice       | 4  | 1 | 3 | 0 | 11 | 14 | 2   |

- Qualifié directement pour la finale

## Finale
| 31 décembre | Krylia Sovetov Moscou | 3-4 (pr) (2:1, 1:1, 0:1, 0:1) | Canada | Eisstadion Davos |